# Wishmaster - Il signore dei desideri
(Tipica-frase di Djinn)
Wishmaster - Il signore dei desideri (Wishmaster) è un film horror del 1997 diretto da Robert Kurtzman.

## Trama
All'alba dei tempi, quando Dio soffiò la vita nell'universo, la luce diede vita agli angeli, la terra generò l'uomo e il fuoco creò i djinn, creature condannate a dimorare nel vuoto tra i mondi. Se una persona evocherà un djinn avrà la possibilità di esprimere tre desideri, ma il terzo desiderio libererà le legioni dei djinn sulla Terra. Nel 1127, uno di questi Djinn chiede a un re persiano di esprimere il suo secondo desiderio. Quando il re desidera vedere dei prodigi, il Djinn usa i suoi poteri per torturare e mutilare le persone nel palazzo. Il re è inorridito, ma il Djinn gli dice di usare il suo terzo desiderio per sistemare le cose. Prima che il re possa esprimere il suo terzo desiderio, Zoroastro, lo stregone e alchimista di corte, spiega le conseguenze del terzo desiderio e rivela un opale di fuoco, che trascina dentro il Djinn e lo intrappola.
Nell'America di oggi, Raymond Beaumont supervisiona i lavoratori che abbassano una scatola contenente un'antica statua del dio Ahura Mazda su una nave. L'operatore della gru Mickey Torelli è ubriaco e lascia cadere la scatola, uccidendo l'assistente di Beaumont Ed Finley e distruggendo la statua. Un portuale ruba l'opale di fuoco dalle macerie e lo impegna. Alla fine il gioiello raggiunge Regal Auctioneers, dove Nick Merritt istruisce l'estimatore Alexandra "Alex" Amberson per esaminarlo, cosa che sveglia il Djinn. Alex vede qualcosa all'interno del gioiello e lo lascia al suo caro amico e collega, Josh Aickman, per analizzarlo. Mentre sta raccogliendo dati, la gemma esplode, distruggendo il laboratorio e liberando il Djinn. Josh, ferito, desidera sollievo dal suo dolore fisico e il Djinn "esaudisce" il suo desiderio uccidendolo.
Alex, essendo stato informato della morte di Josh dal tenente Nathanson, rintraccia la gemma fino alla statua che rintraccia a Beaumont, che manda Alex a visitare Wendy Derleth, una professoressa di folclore, che spiega la storia della gemma e della natura del djinn: un djinn concede desideri in cambio di anime, ma poiché i djinn sono di natura demoniaca, i desideri vengono raggirati e trasformati in maledizioni per il divertimento del djinn. Più tardi, Alex scopre che il Djinn ha bisogno di alimentare la gemma con anime umane e una volta piena deve trovare la persona che l'ha liberato ed esaudire tre desideri, così che possa liberare i suoi compagni djinn sulla Terra; inoltre nonostante sia praticamente onnipotente, il djinn può usare i suoi poteri solo per esaudire i desideri degli altri, perciò non può fare del male a nessuno, a meno che non gli venga chiesto di farlo con un desiderio. Nel frattempo, il Djinn assume la forma di un morto e usa il nome Nathaniel Demerest. Uccide un farmacista con il desiderio di un vagabondo vendicativo ed esaudisce il desiderio di bellezza eterna di Ariella, addetta alle vendite, trasformandola in un manichino. Alla ricerca di Alex, va da Nathanson per ottenere le sue informazioni. Nathanson si rifiuta di aiutarlo, ma il Djinn esaudisce il desiderio di Nathanson di provare facilmente la colpevolezza di un criminale facendo in modo che il criminale si metta a sparare all'interno del distretto di polizia, e nel caos trova l'indirizzo di casa di Alex e se ne va.
Successivamente fa visita a Nick, uccidendo una guardia di sicurezza lungo la strada fondendolo in un vetro colorato (quando la guardia dice che "gli piacerebbe vedere" il Djinn "passarmi attraverso"). Nick accetta scherzosamente di aiutare in cambio di un milione di dollari, che riceve quando sua madre stipula una polizza di assicurazione sulla vita e viene uccisa il giorno successivo in un incidente aereo.
Alex ha visioni preoccupanti ogni volta che il Djinn esaudisce i desideri. Consulta di nuovo Derleth, ma presto si rende conto che sta parlando con il Djinn, che ha ucciso Derleth e ha preso la sua forma. Il Djinn affronta Alex e le offre tre desideri. Per convincerla le offre un desiderio "gratuito", solo per vedere cosa accadrà. Desidera che si spari, ma è immortale e lo sparo non gli fa male. Usando il primo dei suoi tre desideri ufficiali, Alex desidera sapere chi è. Il Djinn la teletrasporta nel suo mondo infernale all'interno della gemma che la terrorizza mentre si vanta del suo male con lei. Quindi desidera scappare di nuovo nel suo appartamento, da sola.
Il Djinn aveva minacciato la sorella di Alex, Shannon, quindi Alex si precipita a una festa a cui Beaumont li ha invitati prima. Segue il Djinn, ancora una volta travestito da Nathaniel Demerest. Alex dice al portiere Johnny Valentine di trattenere il Djinn, mentre sta cercando di ucciderla; tuttavia, il Djinn manipola Valentine facendogli esprimere il desiderio di "fuggire [dalla sua vita di routine]", permettendo al Djinn di intrappolare Valentine in una cella cinese di tortura dell'acqua, facendosi strada nella festa. Il Djinn incanta Beaumont, che desidera che la sua festa sia indimenticabile, e quindi il Djinn fa in modo che l'opera d'arte uccida Beaumont, gli ospiti e le guardie di sicurezza chiamate ad aiutare. Alla fine il Djinn mette all'angolo le sorelle e tenta di spaventare Alex facendogli esprimere il suo terzo desiderio intrappolando Shannon in un dipinto in fiamme.
Alex desidera che Torelli non si sia ubriacato al lavoro due giorni fa, cosa che il Djinn è costretto a concedere, ma questo annulla gli eventi che hanno seguito la distruzione della statua e intrappola nuovamente il djinn nell'opale di fuoco. L'ormai sobrio Torelli abbassa la cassa senza problemi. Alex fa visita a Josh, ora di nuovo vivo, che nota che Alex sembra soddisfatta di se stessa, anche se non spiega perché. All'interno del gioiello sulla statua di Ahura Mazda, ora nella collezione privata di Beaumont, il Djinn siede su un trono, in attesa di essere rilasciato.

## Curiosità
Nel film compaiono diversi nomi noti nel campo dell'horror:
- Il collezionista Raymond Beaumont è interpretato da Robert Englund, famoso per aver interpretato Freddy Kruger in tutti i film della saga di Nightmare escluso il remake.
- Tra i cimeli di Raymond Beaumont compare anche la statua di Pazuzu, omaggio al film L'esorcista.
- Il ruolo di Merritt's Guard fu assegnato a Kane Hodder, che aveva già interpretato Jason Voorhees in quattro film della saga di Venerdì 13.
- Ad interpretare Johnny Valentine è Tony Todd, che fu già Candyman nell'omonima saga.
- Nel ruolo di Ed Finney compare Ted Raimi, fratello minore del celebre regista Sam Raimi.
- Il senzatetto è interpretato da George Buck Flower, presente anche in Essi vivono.
- Per Mickey Torelli venne ingaggiato Joseph Pilato, presente in diversi film sugli zombi di Romero.
- Il ruolo del farmacista è ricoperto da Reggie Bannister, noto per aver interpretato il personaggio di Reggie nella saga di Phantasm.
- Tom Savini, che aveva già collaborato per film come Venerdì 13, Dimensione terrore e Maniac lavorò come effettista.
- La voce narrante all'inizio del film nella versione originale è quella di Angus Scrimm, il Tall Man della saga di Fantasmi.
- Tra i produttori compare Wes Craven, regista e sceneggiatore di celebri pellicole horror come L'ultima casa a sinistra, Le colline hanno gli occhi, Nightmare: dal profondo della notte, Scream.

## Sequel
- Wishmaster 2 - Il male non muore mai (Wishmaster 2: Evil Never Dies, 1999) - Djiin è Andrew Divoff
- Wishmaster 3 - La pietra del diavolo (Wishmaster 3: Beyond the Gates of Hell, 2001) - Djiin è John Novak
- Wishmaster 4 - La profezia maledetta (Wishmaster 4: The Prophecy Fulfilled, 2002) - Djiin è John Novak